# Pueblo Nuevo, Tonalá
Pueblo Nuevo är en ort i Mexiko.   Den ligger i kommunen Tonalá och delstaten Chiapas, i den sydöstra delen av landet, 700 km sydost om huvudstaden Mexico City. Pueblo Nuevo ligger 8 meter över havet och antalet invånare är 983.
Terrängen runt Pueblo Nuevo är varierad. Havet är nära Pueblo Nuevo åt sydväst. Runt Pueblo Nuevo är det ganska glesbefolkat, med 50 invånare per kvadratkilometer. Närmaste större samhälle är Tres Picos, 13,9 km öster om Pueblo Nuevo. Trakten runt Pueblo Nuevo består huvudsakligen av våtmarker.